# アストンマーティン・DB6
DB6は、イギリスの高級スポーツカーメーカーのアストンマーティン・ラゴンダが、1965年から1970年にかけて生産していたグランツーリスモ。

## 概要
「DB5」の後継モデルで、事実上同モデルのビッグマイナーチェンジ版である。1965年10月から開催された「ロンドン・モーターショー」の会場で発表された。
標準の「DB6」の他に、「エドゥアルド・ウェーバー」製のキャブレターを装備してエンジンの出力を増した「ヴァンテージ」と、1966年の「ロンドン・モーターショー」で発表された4人乗りのドロップヘッド・クーペの「ヴォランテ」が用意された。なおこれより前に生産された「ヴォランテ」は、「DB5」を元に製作されたショートホイールベースモデルで2人乗りであった。
1969年7月には、後継モデルの「DBS」の部品を組み込んだ「DB6 Mk2」に進化した。「DB6 Mk2」にも「ヴォランテ」と高性能版の「ヴァンテージ」が用意されたほか、「ヴァンテージ・ヴォランテ」が29台のみ製造された。また、イギリスのコーチビルダーの「ハロルド・ラドフォード」によって、5台もしくは6台のみシューティングブレークも製作された。
1970年に生産が中止されたが、翌年にデビッド・ブラウンが経営から外れたこともあり、「DB」という名称は、1994年にデビューする「DB7」まで使用されなかった。

## 機構・スタイル
「DB5」と同じボアφ96mm×ストローク92mmの3,995cc水冷直列6気筒全軽合金製DOHCエンジンを搭載。標準型は3基のSUキャブレターから282英馬力を、高性能版の「ヴァンテージ」は「DB5」の同仕様に比べさらに圧縮比をアップさせ、3基の「ウェーバー」製のキャブレターが標準装備とされ325英馬力を発揮する。
ギアボックスは、ZF製5速MTが標準であるが、アストンマーティンとして初めて、ボルグワーナー製ATもオプション設定された。
アストンマーティンとして初めて、ZF製パワーステアリングとエア・コンディショナーがDB6で初めてオプション設定された。なお、「DB6Mk2」ではパワーステアリングが標準装備となる。また、アメリカなどの右側通行の国に向けた左ハンドル版も用意された。
「DB5」同様にイタリアの「カロッツェリア・トゥーリング」が特許を持つ「スーパーレッジェーラ」製法で製作されたボディは、「DB5」に比べ、フロントウインドシールドはわずかに寝かされ、1963年のル・マン24時間レースに参戦した「DP214/DP215」で効果が確認されたカムテールが採用された。
さらに、かねてから指摘されていた後部座席の頭上及び足元スペースの狭さを解消するために、ホイールベースが「DB4」および「DB5」に比べ95mm延長された2,585mmとされた。またバンパーも2分割タイプが採用された。

## エピソード
チャールズ3世の21歳の誕生日に寄贈され、その後プライベートカーとして使用していたこともあり、2011年4月29日に行われた、ウィリアム王子とキャサリン妃の結婚披露で、バッキンガム宮殿から公邸までの移動にブルーメタリックの「DB6Mk2ヴォランテ」が使われ、ライセンスプレートも、「JUST WED」に掛けた「JU5T WED」という凝ったものが使用された。